# アルブレヒト・コンラート・テーア

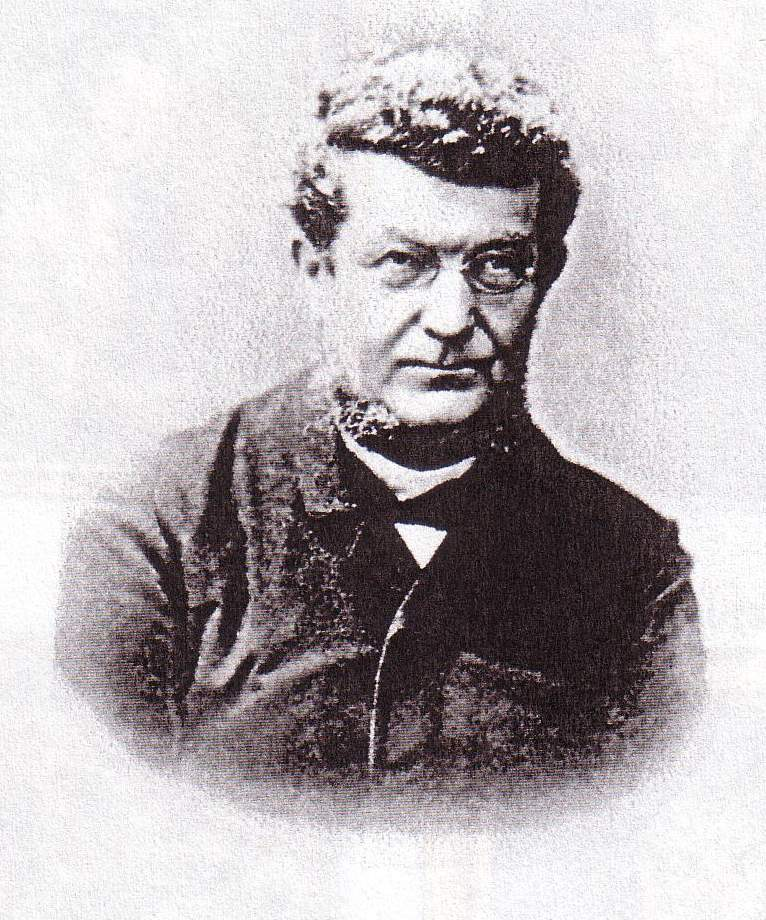
Albrecht Conrad Thaer (1875年頃)

アルブレヒト・コンラート・テーア（Albrecht Conrad Thaer、1828年8月6日 - 1906年12月13日）は、ドイツの農学者である。
略歴
ブランデンブルク州のリューデルスドルフに生まれた。祖父は「近代農学の父」と称せられるアルブレヒト・ダニエル・テーアで、父親も農学者である。1846年からハイデルベルク大学で自然科学を学び始め、1847年に祖父が創設したメグリン農学アカデミー（Landwirtschaftliche Akademie Möglin）に移り、1848年からベルリン大学で学び、1851年に動物学の学位を得た。2年間、イギリスとスコットランドで農業体験をして、父親の屋敷に戻った。1859年から1861年の間、メグリン農学アカデミーの教師をした後、1860年にベルリン大学で教授資格を取り1861年からベルリン農業訓練研究所の講師、1866年から准教授を務めた。1871年からギーセン大学の教授となり農業研究所長も務め、1901年に引退した。1884年から1885年の間、ギーセン大学の学長を務め、1896年に枢密顧問官（Geheimer Hofrat）の称号を得た。
多くの著作を行い、主著は1871年の "Die Landbauwissenschaft als Universitäts-Disziplin"（「大学専門課程の農業科学」）や1877年の"System der Landwirthschaft"（「農業システム」）などである。

## 著作
- Über den Anbau der Lupine. Berlin 1859.
- Die Wirthschaftsdirection des Landgutes. Berlin 1861; 2. Aufl. 1879; 3. Aufl. 1896 = Thaer-Bibliothek Bd.50.
- Die Landbau-Wissenschaft als Universitäts-Disziplin. Academische Antrittsrede gehalten am 6. Mai 1871 in der Aula der Ludwigs-Universität zu Gießen. Berlin 1871.
- System der Landwirthschaft. Berlin 1877; 2. umgearbeitete Aufl. ebd. 1896.
- Die altägyptische Landwirthschaft. Ein Beitrag zur Geschichte der Agricultur. Berlin 1881.
- Die landwirthschaftlichen Unkräuter. Farbige Abbildung, Beschreibung und Vertilgungsmittel derselben. Berlin 1881; 2. Aufl. ebd. 1893; 3. Aufl. ebd. 1905; 4. u. 5.Aufl. herausgegeben von Otto Appel ebd. 1923 u. 1927.